# Championnat du Portugal de football 1942-1943
Navigation
1941-1942 1943-1944
Le Championnat du Portugal de football 1942-1943 est la 9e édition de la compétition qui voit la victoire du SL Benfica.
Au plus fort de la Seconde Guerre mondiale, le football portugais subit la domination des rouges de Benfica, qui réalise cette saison son premier doublé.

## Clubs participants
| \| Unidos do Barreiro Belenenses Unidos Benfica Sporting Leixões SC FC Porto Guimarães Académica Olhanense \| Localisation des clubs, saison 1942-43 |
| Unidos do Barreiro Belenenses Unidos Benfica Sporting Leixões SC FC Porto Guimarães Académica Olhanense                                              |

| Club               | Ville      | En D1 depuis | Participations | Cl. 1941-42       |
| ------------------ | ---------- | ------------ | -------------- | ----------------- |
| SL Benfica         | Lisbonne   | 1934-35      | 9e             | 1er               |
| Sporting CP        | Lisbonne   | 1934-35      | 9e             | 2e                |
| Belenenses         | Lisbonne   | 1934-35      | 9e             | 3°                |
| FC Porto           | Porto      | 1934-35      | 9e             | 4°                |
| Académica          | Coimbra    | 1934-35      | 9e             | 5°                |
| CF Os Unidos       | Lisbonne   | 1940-41      | 3e             | 7°                |
| SC Olhanense       | Olhão      | 1941-42      | 2e             | 8°                |
| Vitória Guimarães  | Guimarães  | 1941-42      | 2e             | 11°               |
| Leixões SC         | Matosinhos | 1942-43      | 3e             | Deuxième Division |
| Unidos do Barreiro | Barreiro   | 1942-43      | 1re            | Deuxième Division |

### Classement par AF
- AF Lisbonne : 4 clubs (Os Belenenses, CF Unidos, SL Benfica, Sporting CP)
- AF Porto : 2 Clubs (Leixões SC, FC Porto)
- AF Algarve : 1 club (SC Olhanense)
- AF Braga : 1 club (Vitória Guimarães)
- AF Coimbra : 1 club (Académica)
- AF Sétubal : 1 club (Unidos do Barreiro)

## La pré-saison

### Championnat de l'AF Algarve
Olhanense, remporte son 5e titre consécutif.
| Rang | Équipe            | Pts | J  | G | N | P | Bp | Bc | Diff |
| ---- | ----------------- | --- | -- | - | - | - | -- | -- | ---- |
| 1    | SC Olhanense      | 18  | 10 | 9 | 0 | 1 | 44 | 9  | +35  |
| -    | Gloria FC         | 0   | 0  | 0 | 0 | 0 | 0  | 0  | 0    |
| -    | Louletano DC      | 0   | 0  | 0 | 0 | 0 | 0  | 0  | 0    |
| -    | Lusitano VRSA     | 0   | 0  | 0 | 0 | 0 | 0  | 0  | 0    |
| -    | Sport Lisboa Faro | 0   | 0  | 0 | 0 | 0 | 0  | 0  | 0    |
| -    | SC Farense        | 0   | 0  | 0 | 0 | 0 | 0  | 0  | 0    |

|  | Champion |

### Championnat de l'AF Braga
8e titre engrangé par le club de Guimarães. 
| Rang | Équipe            | Pts | J  | G | N | P | Bp | Bc | Diff |
| ---- | ----------------- | --- | -- | - | - | - | -- | -- | ---- |
| 1    | Vitória Guimarães | 18  | 10 | 9 | 0 | 1 | 0  | 0  | 0    |
| 2    | Gil Vicente FC    | 0   | 0  | 0 | 0 | 0 | 0  | 0  | 0    |
| -    | SC Braga          | 0   | 0  | 0 | 0 | 0 | 0  | 0  | 0    |
| -    | FC Famalicão      | 0   | 0  | 0 | 0 | 0 | 0  | 0  | 0    |
| -    | FC Vizela         | 0   | 0  | 0 | 0 | 0 | 0  | 0  | 0    |
| -    | SC Fafe           | 0   | 0  | 0 | 0 | 0 | 0  | 0  | 0    |

|  | Champion |

### Championnat de l'AF Coimbra
L'Académica remporte son 11e championnat de l'AF Coimbra d'affilée, et est qualifié pour le championnat national. 
| Rang | Équipe               | Pts | J | G | N | P | Bp | Bc | Diff |
| ---- | -------------------- | --- | - | - | - | - | -- | -- | ---- |
| 1    | Académica de Coimbra | 0   | 0 | 0 | 0 | 0 | 0  | 0  | 0    |
| -    | Anadia FC            | 0   | 0 | 0 | 0 | 0 | 0  | 0  | 0    |
| -    | Naval 1º de Maio     | 0   | 0 | 0 | 0 | 0 | 0  | 0  | 0    |
| -    | CF União de Coimbra  | 0   | 0 | 0 | 0 | 0 | 0  | 0  | 0    |
| -    | Lusitãnia DC         | 0   | 0 | 0 | 0 | 0 | 0  | 0  | 0    |
| -    | SC Conimbricense     | 0   | 0 | 0 | 0 | 0 | 0  | 0  | 0    |

|  | Champion |

### Championnat de l'AF Lisbonne
Le Sporting Portugal, remporte son 17e titre de champion et le troisième consécutif.
| Rang | Équipe            | Pts | J  | G | N | P  | Bp | Bc | Diff |
| ---- | ----------------- | --- | -- | - | - | -- | -- | -- | ---- |
| 1    | Sporting Portugal | 17  | 10 | 8 | 1 | 1  | 35 | 17 | +18  |
| 2    | Benfica           | 15  | 10 | 7 | 1 | 2  | 41 | 16 | +25  |
| 3    | CF Belenenses     | 14  | 10 | 6 | 2 | 2  | 36 | 15 | +21  |
| 4    | Unidos Lisbonne   | 8   | 10 | 3 | 2 | 5  | 27 | 24 | +3   |
| 5    | Atlético CP       | 6   | 10 | 3 | 0 | 7  | 14 | 36 | -22  |
| 6    | Os Fósforos       | 0   | 10 | 0 | 0 | 10 | 15 | 60 | -45  |

|  | Champion                                        |
|  | En gras clubs qualifiés pour la phase nationale |

### Championnat de l'AF Porto
| Rang | Équipe        | Pts | J | G | N | P | Bp | Bc | Diff |
| ---- | ------------- | --- | - | - | - | - | -- | -- | ---- |
| 1    | FC Porto      | 0   | 0 | 0 | 0 | 0 | 0  | 0  | 0    |
| 2    | Leixões SC    | 0   | 0 | 0 | 0 | 0 | 0  | 0  | 0    |
| -    | Académico FC  | 0   | 0 | 0 | 0 | 0 | 0  | 0  | 0    |
| -    | SC Salgueiros | 0   | 0 | 0 | 0 | 0 | 0  | 0  | 0    |
| -    | Leça FC       | 0   | 0 | 0 | 0 | 0 | 0  | 0  | 0    |
| -    | Boavista FC   | 0   | 0 | 0 | 0 | 0 | 0  | 0  | 0    |

|  | Champion                                          |
|  | En gras, clubs qualifiés pour la phase nationale. |

### Championnat de l'AF Setúbal
| Rang | Équipe             | Pts | J | G | N | P | Bp | Bc | Diff |
| ---- | ------------------ | --- | - | - | - | - | -- | -- | ---- |
| 1    | Unidos do Barreiro | 0   | 0 | 0 | 0 | 0 | 0  | 0  | 0    |
| -    | Aldegalense SC     | 0   | 0 | 0 | 0 | 0 | 0  | 0  | 0    |
| -    | Amora FC           | 0   | 0 | 0 | 0 | 0 | 0  | 0  | 0    |
| -    | FC Barreirense     | 0   | 0 | 0 | 0 | 0 | 0  | 0  | 0    |
| -    | Luso FC            | 0   | 0 | 0 | 0 | 0 | 0  | 0  | 0    |
| -    | Onze Unidos FC     | 0   | 0 | 0 | 0 | 0 | 0  | 0  | 0    |
| -    | Seixal FC          | 0   | 0 | 0 | 0 | 0 | 0  | 0  | 0    |
| -    | Vitória Setúbal    | 0   | 0 | 0 | 0 | 0 | 0  | 0  | 0    |

|  | Champion |

## Compétition

### Résultats
| Résultats (▼dom., ►ext.)                                   | SLB | SCP | CFOB | UDL | SCO | AAC | FCP  | VDG  | UFCB | LSC |
| SL Benfica                                                 |     | 2-1 | 4-2  | 5-2 | 3-1 | 6-2 | 12-2 | 8-3  | 7-1  | 3-0 |
| Sporting CP                                                | 3-2 |     | 2-1  | 4-3 | 5-1 | 2-4 | 5-2  | 4-1  | 5-1  | 4-3 |
| CF Os Belenenses                                           | 5-2 | 5-0 |      | 2-0 | 8-0 | 2-0 | 4-0  | 12-0 | 5-2  | 5-0 |
| Unidos de Lisboa                                           | 2-3 | 2-4 | 0-5  |     | 2-0 | 7-4 | 0-0  | 14-0 | 9-3  | 8-2 |
| SC Olhanense                                               | 0-1 | 1-3 | 0-4  | 4-3 |     | 5-2 | 3-0  | 4-3  | 5-1  | 4-1 |
| Académica de Coimbra                                       | 3-4 | 2-7 | 2-4  | 2-3 | 2-6 |     | 5-2  | 4-0  | 7-2  | 8-2 |
| FC Porto                                                   | 2-4 | 2-2 | 3-1  | 2-6 | 3-2 | 1-1 |      | 6-2  | 3-4  | 5-1 |
| Vitória de Guimarães                                       | 5-1 | 2-4 | 3-1  | 4-4 | 3-3 | 1-2 | 3-2  |      | 2-3  | 7-1 |
| UFC do Barreiro                                            | 2-3 | 3-7 | 0-8  | 2-4 | 4-5 | 4-2 | 1-1  | 1-3  |      | 6-0 |
| Leixões SC                                                 | 2-4 | 0-4 | 2-4  | 0-1 | 0-0 | 2-2 | 0-4  | 2-6  | 1-6  |     |
| - Victoire à domicile - Match nul - Victoire à l'extérieur |     |     |      |     |     |     |      |      |      |     |

### Classement final
| Rang | Équipe               | Pts | J  | G  | N | P  | Bp | Bc | Diff |
| ---- | -------------------- | --- | -- | -- | - | -- | -- | -- | ---- |
| 1    | SL Benfica (T)       | 30  | 18 | 15 | 0 | 3  | 74 | 38 | +36  |
| 2    | Sporting CP          | 29  | 18 | 14 | 1 | 3  | 66 | 37 | +29  |
| 3    | CF Os Belenenses     | 28  | 18 | 14 | 0 | 4  | 78 | 20 | +58  |
| 4    | Unidos de Lisboa     | 20  | 18 | 9  | 2 | 7  | 70 | 46 | +24  |
| 5    | SC Olhanense         | 18  | 18 | 8  | 2 | 8  | 44 | 48 | -4   |
| 6    | Académica de Coimbra | 14  | 18 | 6  | 2 | 10 | 54 | 60 | -6   |
| 7    | FC Porto             | 14  | 18 | 5  | 4 | 9  | 40 | 56 | -16  |
| 8    | Vitória de Guimarães | 14  | 18 | 6  | 2 | 10 | 48 | 76 | -28  |
| 9    | UFC do Barreiro      | 11  | 18 | 5  | 1 | 12 | 46 | 77 | -31  |
| 10   | Leixões SC           | 2   | 18 | 0  | 2 | 16 | 19 | 81 | -62  |

|     | Champion        |
| (T) | Tenant du titre |

### Leader journée par journée
4 équipes se sont partagé la première place, l'Académica de Coimbra, est la première à monter sur la première marche, grâce à sa victoire 7 à 2 sur les Unidos do Barreiro. Puis ce sont les lisboètes d'Os Belenenses qui remportent tous leurs matchs à domicile et qui derrière le SL Benfica, est le club à avoir le plus souvent (6 fois), mené le championnat portugais. Les deux clubs se sont disputé durant une longue partie du championnat, la première place, avant que le Sporting, entre en jeu et s'interpose entre eux.  
- AAC : Académica Coimbra
- SLB : SL Benfica

## Statistiques
Os Belenenses, réalise l'exploit d'être à la fois la meilleure attaque et la meilleure défense, ce qui propulse les bleus de Lisbonne à la 3e place du classement général et cela pour la quatrième fois d'affilée.
- Meilleure attaque : Os Belenenses: 78 buts
- Meilleure défense : Os Belenenses: 20 buts

- Plus mauvaise attaque : Leixões SC : 19 buts
- Plus mauvaise défense : Leixões SC : 81 buts

### Meilleurs buteurs
Julinho (1919-2010), est le meilleur buteur cette saison transfuge cette saison du club rival du FC Porto, l'Académico do Porto. Il devient rapidement une des légendes du Benfica Lisbonne. Au cours de cette saison il réalise, 1 quintuplé (face au Vitória Guimarães, lors de la 3e journée), 1 quadruplé (face au FC Porto, lors de la 5e journée), 1 triplé, et 2 doublés.
| Cl. | Joueur            | Club                 | Buts |
| 1   | Julinho           | SL Benfica           | 24   |
| 2   | Fernando Peyroteo | Sporting CP          | 22   |
| 3   | Rafael Correia    | Os Belenenses        | 21   |
| 3   | Tanganho          | CF Os Unidos         | 21   |
| 5   | Ferraz            | Vitória Guimarães    | 18   |
| 6   | José Pedro        | Os Belenenses        | 16   |
| 7   | João Cruz         | Sporting CP          | 15   |
| 7   | Brito             | CF Os Unidos         | 15   |
| 9   | Lemos             | Académica de Coimbra | 14   |
| 9   | Adolfo Mourão     | Sporting CP          | 14   |
| 9   | Araujo            | FC Porto             | 14   |

## Les champions du Portugal
Sport Lisboa e Benfica
| Président                              | Augusto da Fonseca Júnior |
| Entraîneur                             | - János Biri |
| Gardiens (matchs joués-buts marqués)   | António Martins (18-0) |
| Défenseurs (matchs joués-buts marqués) | Gaspar Pinto (18-1), Mário Galvão (4-1) |
| Milieux (matchs joués-buts marqués)    | Joaquim Alcobia (15-0), Xico (17-2), César Ferreira (13-0), Alfredo Valadas (13-9), Albino (18-0), Manuel Jordão (5-1), Guia Costa (1-2), Rogério Pipi (8-1), António Carvalho (1-0) |
| Attaquants (matchs joués-buts marqués) | Semilhas (15-10), Carlos Brito (2-1), Dário (2-0), Manuel da Costa (14-12), Nelo Barros (14-7), José da Conceição (2-1), Julinho (16-24), Francisco Pires (4-1)                      |

## Résumé de la saison
- Grâce à sa victoire 7 à 2 sur les Unidos do Barreiro, lors de la première journée. L'Académica de Coimbra prend la tête du championnat.
- Pour le compte de la deuxième journée les lisboètes peuvent assister à un remake de la finale de la coupe de la saison passée. Ils voient le  club d'Os Belenenses écraser le Vitória Guimarães, inscrivant 12 buts et n'en encaissant aucun.
- Le 7 février 1943 pour le compte de la 5e journée le SL Benfica enregistre sa plus large victoire face à son rival de toujours, le FC Porto. Soit 12 à 2 avec 4 buts du futur meilleur buteur du championnat, Julinho[2].
- Lors de la 7e journée les rouges de Lisbonne battent les bleus grâce à deux buts sur penalty considérés comme étant sortie de la seule imagination de l'arbitre. Cette victoire permet au SL Benfica de prendre la tête du championnat.
- Le derby bleu et vert de Lisbonne voit la victoire d'Os Belenenses 5 à 0 sur le Sporting CP.
- Énorme surprise lors de la 12e journée le Benfica Lisbonne, tenant du titre et qui n'a jusqu'alors qu'une seule défaite à son actif, face au Sporting CP, subit une cuisante défaite (5 à 1), face au club nortenho de Guimarães.
- Lors de la 16e journée le club de Guimarães, subit la plus grosse défaite de la saison, ils s'inclinent 14 à 0 face au club lisboète des Unidos Lisboa, record dont ils étaient déjà les détenteurs à la suite de leur défaite 12 à 0 face aux Belenenses pour le compte de la deuxième journée.
- L'avant dernière journée voit s'opposer les deux principaux prétendants au titre. Le SL Benfica l'emporte sur le Sporting CP, sur le score de 2 à 1, ces derniers perdent la tête du championnat au profit de leur rivaux qui seront sacrés champions la semaine suivante.

## Bilan de la saison
| Tableau d'Honneur                        |                    |
| Compétition                              | Vainqueur          |
| Primeira Divisão                         | SL Benfica         |
| Segunda Divisão                          | FC Barreirense     |
| Taça de Portugal                         | SL Benfica         |
| Championnat de l'AF Algarve de football  | SC Olhanense       |
| Championnat de l'AF Braga de football    | Vitoria Guimarães  |
| Championnat de l'AF Coïmbra de football  | Académica          |
| Championnat de l'AF Lisbonne de football | Sporting CP        |
| Championnat de l'AF Porto de football    | FC Porto           |
| Championnat de l'AF Setúbal de football  | Unidos do Barreiro |